# Lámina Once (álbum)
Lámina Once es el decimonoveno álbum de estudio de la banda de rock uruguaya El Cuarteto de Nos, publicado el 8 de julio de 2022 vía plataformas digitales, bajo el sello de Porfiado Records.  
Contiene ocho canciones en total de las cuales cuatro son sencillos: «Fiesta en lo del Dr. Hermes», «La ciudad sin alma», «Maldito Show» y «Rorschach» (este último siendo publicado horas antes del lanzamiento del álbum). Durante 2023 y 2024 lanzarían como sencillos versiones en vivo de las canciones «El Cinturón Gris» y «Chivo Expiatorio» acompañados de un videoclip. Este es el último álbum de estudio en el que participaría el bajista Santiago Tavella, debido a que en 2024 la banda anunciaría que este saldría de la banda para concentrarse en proyectos personales.
El disco fue presentado en distintas partes de América y Europa en el Tour Lámina Once, y presentado oficialmente en Buenos Aires, Argentina, en el Movistar Arena

## Antecedentes

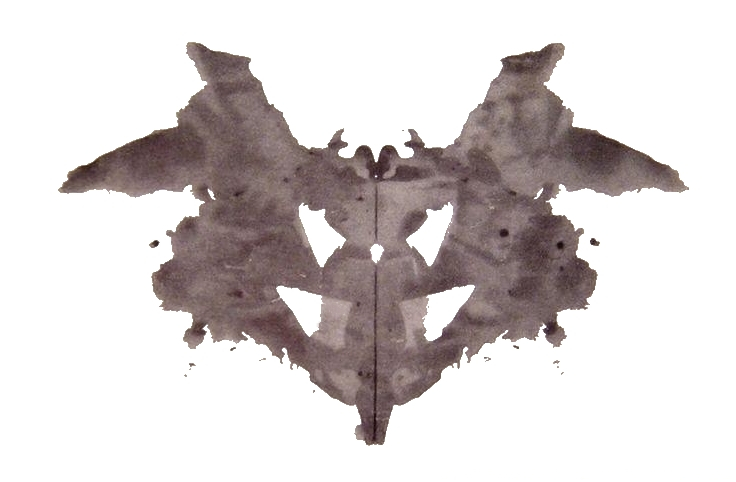
Test de Rorschach, tema de la portada del álbum.

En septiembre de 2021, mediante sus redes sociales, la banda demostró que están preparando nuevo material de estudio. El 23 de septiembre lanzarían el video musical de «Fiesta en lo del Dr. Hermes» en YouTube. En febrero de 2022 lanzarían el segundo sencillo, llamado «La Ciudad Sin Alma». Fue lanzado por medio de un conversatorio con el arquitecto y artista visual Alfredo Ghierra en YouTube.
Más tarde, en mayo de 2022 lanzarían su nuevo sencillo, «Maldito Show», el cual primero fue lanzado por medio de un vídeo en el que se parodiaba un noticiero, con varias referencias a otros temas del Cuarteto; luego, fue subido un video con las letras de la canción acompañadas de imágenes y animaciones acordes con la letra del tema. En lo referente al disco, en una entrevista con el medio argentino Clarín en el marco del festival Quilmes Rock 2022, Roberto Musso aseveró que el nuevo disco del Cuarteto de Nos saldría en julio y bajo el nombre de Lámina Once. A finales de junio de 2022, la banda empezaría a publicar periódicamente adelantos de la producción del disco a través de sus redes sociales. El 4 de julio se anunciaría el videoclip de la canción «Rorschach», que sería publicado el 7 de julio. 
Para la promoción del álbum, la banda iniciaría en noviembre una gira que los llevaría por Latinoamérica, Norteamérica y Europa y que duraría dos años. Además, lanzarían un podcast de 9 episodios titulado "La Lámina Que no Está", donde explicarían en cada episodio una canción de manera individual junto a un invitado.

## Lista de canciones
| N.º   | Título                        | Duración |  |
| 1.    | «Flan»                        | 3:56     |  |
| 2.    | «Rorschach»                   | 3:57     |  |
| 3.    | «Frankenstein posmo»          | 4:14     |  |
| 4.    | «Maldito show»                | 4:07     |  |
| 5.    | «Chivo Expiatorio»            | 4:48     |  |
| 6.    | «Fiesta en lo del Dr. Hermes» | 4:15     |  |
| 7.    | «El Cinturón Gris»            | 3:45     |  |
| 8.    | «La Ciudad Sin Alma»          | 3:51     |  |
| 32:53 |                               |          |  |

## Personal
- Roberto Musso: guitarra y voz
- Santiago Tavella: bajo, coros
- Álvaro Pintos: batería, percusiones, coros
- Santiago Marrero: teclados, coros, y voces adicionales en "El Cinturón Gris'
- Gustavo Antuña: guitarras, coros, y balido de oveja en "Chivo Expiatorio"

Musicos adicionales:
- Eduardo Cabra: Producción, programaciones, y piano, guitarra eléctrica, voces (6)
- Luis Angelero: Guitarras
- Natalia Santaliz, Miguel Diffoot, Lucía Mesa, Dafne Cobelli, Fabio Gonzalez, Guillermo Pompillo: Coros (6)
- Joshua Pantoja: Trompa (6)
- José David Pérez: Batería (6)